# 薩梅丹

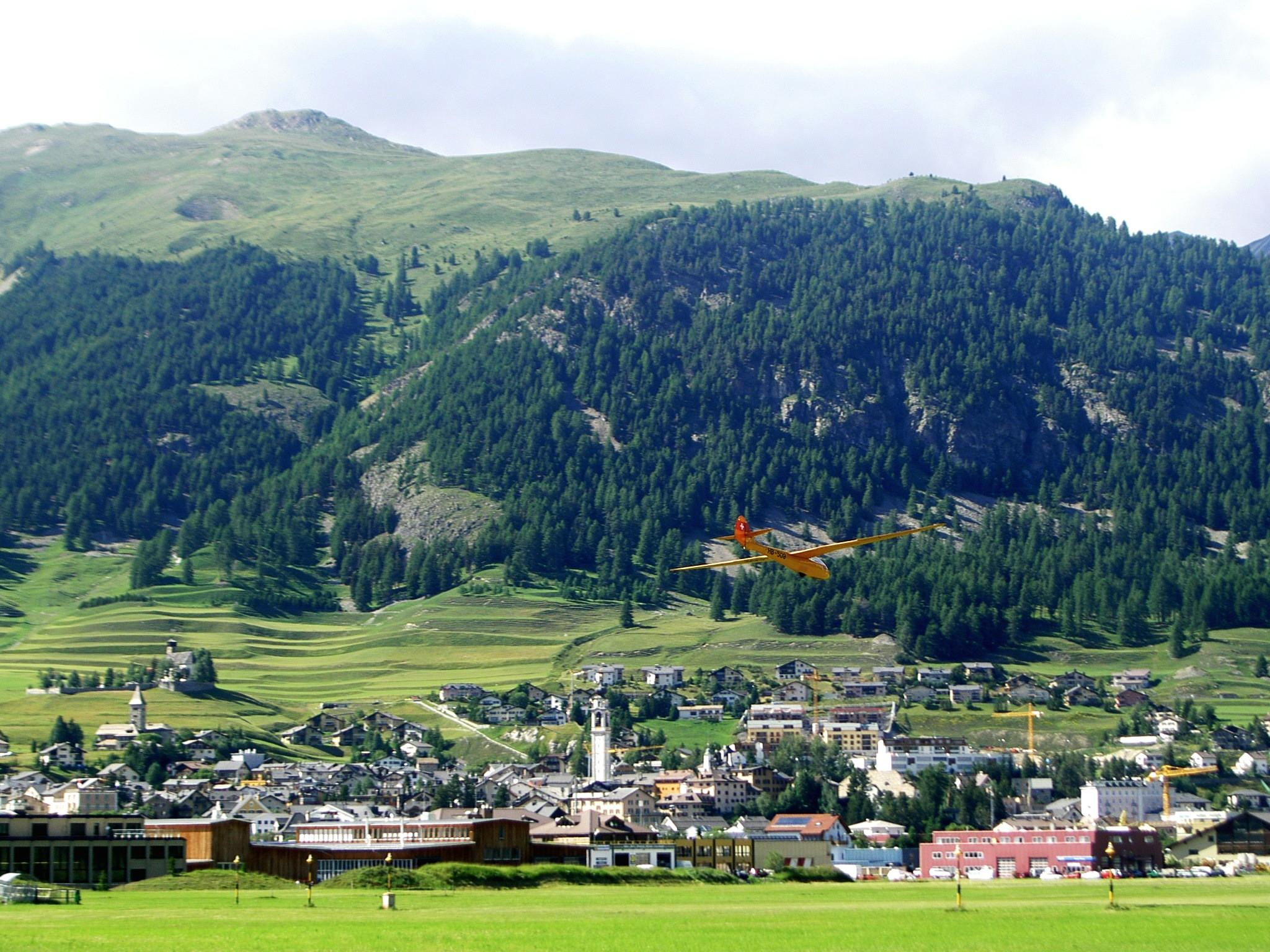

薩梅丹是瑞士的城鎮，位於該國東部，由格勞賓登州負責管轄，面積113.83平方公里，海拔高度1,721米，每年平均降雨量713毫米，2011年人口3,019，人口密度每平方公里26人。

## 外部連結
- Official website （德文）